# Birthe Skaarup
Birthe Anna Skaarup (født 12. april 1939 i København) er en dansk politiker som har siddet i byrådet i Aarhus fra 1994 og repræsenteret Dansk Folkeparti i Folketinget fra 1998 til 2007.

## Biografi
Hun blev født 12. april 1939 i København, som datter af pianist Henry Andersen og Mary Andersen.
Hun fik sin mellemskoleeksamen fra Kastrup Skole i 1956 og blev uddannet i postvæsenets egen uddannelse 1955-59. Hun studerende virksomhedsøkonomi ved Århus Købmandsskole 1988.
Ansat ved Post- og Telegrafvæsenet 1955-61. Københavns Kul- og Koks Kompagni 1961-62. Nordisk Brand, Aarhus 1962-63. Selvstændig erhvervsdrivende Århus Foto Teknik 1963-95.
Medlem af Århus Amtsråd fra 1990 – 2001. Medlem af Aarhus Byråd 1994-98.
Medlem af Marie Brolin Tani danseteater fra 1994. Medlem af Aarhus Teaters bestyrelse og af Samarbejdskomiteen til støtte for børn og unge i Estland fra 1998. Næstformand for Psykiatri- og Handicapudvalg fra 1998.
Dansk Folkeparti – Folketingsmedlem for Vejle Amtskreds fra 11. marts 1998-20 nov. 2001. Folketingsmedlem for Århus Amtskreds fra 20. nov. 2001.
Formand for Folketingets Sundhedsudvalg fra 2001, medlem af Uddannelsesudvalget, Socialudvalget og Alkoholpolitisk Udvalg samt tingsekretær.
Kandidat for Fremskridtspartiet i Aarhus Vestkreds fra 1988 og Aarhus Sydkreds fra 1994. Kandidat for Dansk Folkeparti i Koldingkredsen fra 1997 og i Aarhus Vestkreds fra 2001.